# Phlugiolopsis chayuensis
Phlugiolopsis chayuensis is een rechtvleugelige insectensoort uit de familie van de sabelsprinkhanen (Tettigoniidae).
Phlugiolopsis chayuensis werd voor het eerst wetenschappelijk beschreven door Wang, Li en Liu in 2012.